# Turbo-Union RB199
Turbo-Union RB199 je tříhřídelový dvouproudový motor s přídavným spalováním a obracečem tahu. Byl vyvinut výhradně pro letoun Panavia Tornado v 70. letech společností Turbo-Union Ltd., joint venture mezi společnostmi Rolls-Royce (40%), MTU Aero Engines (40%) a Fiat Aviazione (20%). Od roku 1979 bylo vyrobeno 2 504 kusů.
RB199 je modulární motor, čímž je zajištěna lepší údržba. Testování proběhlo na letounu Avro Vulcan - stejném letadle, na kterém byl testován motor Olympus 593 pro Concorde. Byla navržena speciální gondola, která plně odpovídala trupu Tornada a byla připevněna pod Vulcan. Letadlo v této konfiguraci poprvé vzlétlo v roce 1972.

## Specifikace (RB199-104)
Zdroj:Rolls-Royce

### Technické údaje
- Typ: Dvouproudový motor s přídavným spalováním
- Délka: 3,6 m
- Průměr: 720 mm
- Hmotnost suchého motoru: 976 kg

### Součásti
- Kompresor: třístupňový nízkotlaký, třístupňový středotlaký a šestistupňový vysokotlaký kompresor
- Spalovací komora: prstencová
- Turbína: jednostupňová vysokotlaká a středotlaká, dvoustupňová nízkotlaká

### Výkony
- Maximální tah: 40 kN (9 100 lbf), 73 kN (16 400 lbf) s přídavným spalováním
- Celkový poměr stlačení: 23,5:1
- Obtokový poměr: 1,1:1
- Průtok/hltnost vzduchu:
- Teplota plynů před turbínou:
- Spotřeba paliva:
- Měrná spotřeba paliva:
- Poměr tah/hmotnost: 7,6:1 (s přídavným spalováním)